# Грег Остертаг
Грегорі Донован Остертаг (англ. Gregory Donovan Ostertag, нар. 6 березня 1973, Даллас, Техас, США) — американський професіональний баскетболіст, що грав на позиції центрового за декілька команд НБА.

## Ігрова кар'єра
На університетському рівні грав за команду Канзас (1991–1995). 1993 року разом з Канзасом дійшов до Фіналу чотирьох турніру NCAA.
1995 року був обраний у першому раунді драфту НБА під загальним 28-м номером командою «Юта Джаз». Професійну кар'єру розпочав 1995 року виступами за тих же «Юта Джаз», захищав кольори команди з Юти протягом наступних 9 сезонів. 1997 та 1998 року двічі грав у фіналах НБА та вдало оборонявся проти таких опонентів як Хакім Оладжувон, Девід Робінсон, Тім Данкан та Шакіл О'Ніл. 2000 та 2002 року був лідером ліги за відсотком заблокованих кидків.
З 2004 по 2005 рік грав у складі «Сакраменто Кінґс».
2005 року повернувся до «Юта Джаз», у складі якої провів наступний сезон своєї кар'єри.
Останньою ж командою в кар'єрі гравця стала «Техас Леджендс» з Ліги розвитку НБА, до складу якої він приєднався 2011 року і за яку відіграв 10 матчів.

## Особисте життя
2002 року врятував життя рідній сестрі, пожертвувавши їй свою нирку. Повернувшись згодом на баскетбольний майданчик, він став першим в історії гравцем, який жертвував органи.
Проживає з сім'єю на своїй фермі у Маунт-Вернон, Техас. Разом з дружиною Шеннон виховує дочку Чарльстін (н. 2013). Має також трьох дітей від попереднього шлюбу.